# Liste von Scharteneinsätzen gemäß den Kennblättern fremden Geräts D 50/7

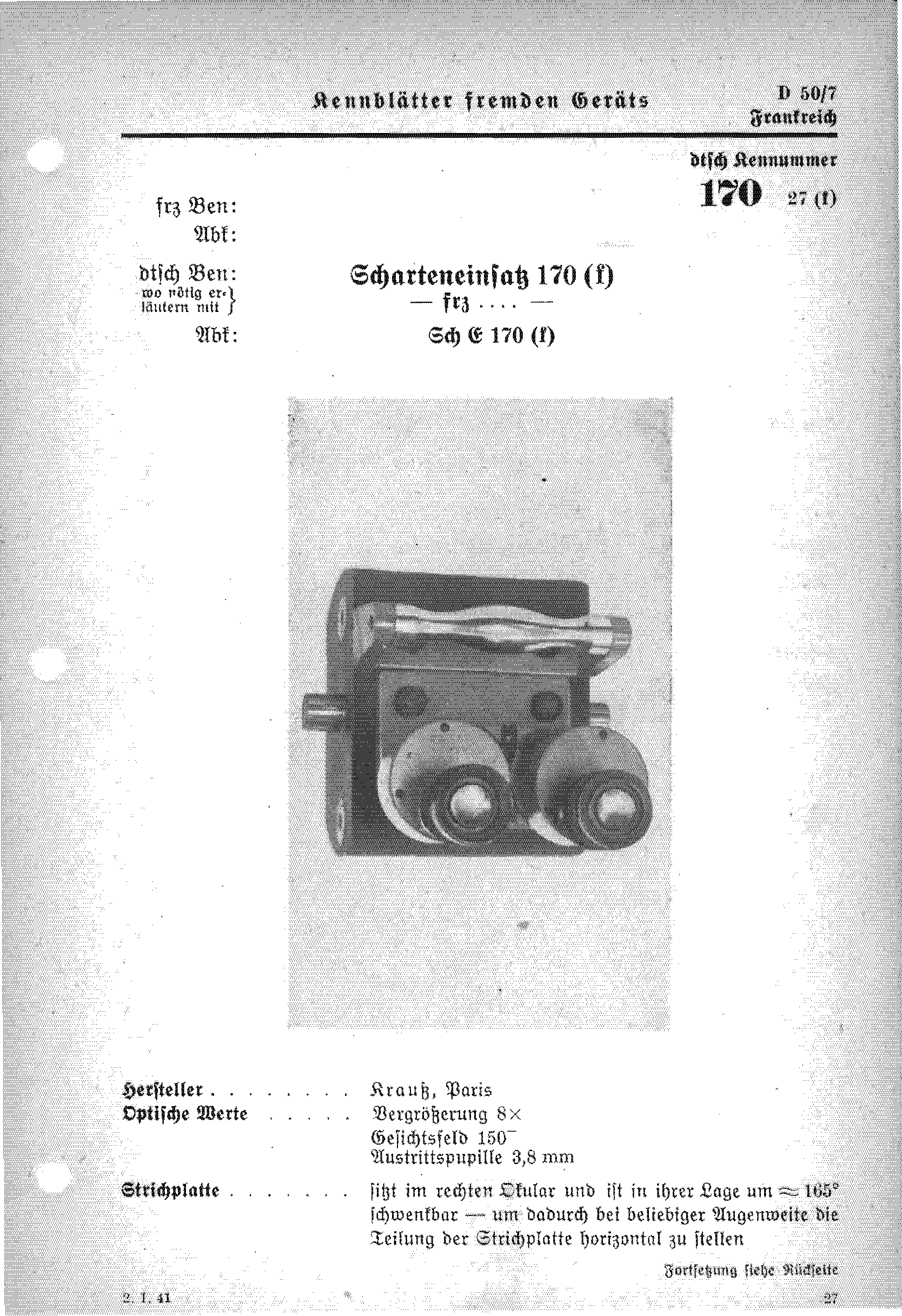
Kennblattbeispiel zu
D 50/7 Nr 170 27 (f)

In dieser Liste von Scharteneinsätzen gemäß den Kennblättern fremden Geräts D 50/7 werden Fremdgeräte vom Typ Scharteneinsatz aufgeführt, die vom Heereswaffenamt verzeichnet wurden.
Nachfolgend ein Überblick/Auszug zur offiziellen Dokumentation Kennblätter fremden Geräts D 50/7: Beobachtungs- und Vermessungsgerät.

## Hinweise zur Liste
Aufbau der Tabelle
Untenstehende Tabelle führt folgenden Spalteninhalte:
- dtsch. Kennnr. (deutsche Kenn-Nummer), dies entspricht dem Originalindex in den Kopfzeilen der Kennblätter mit Kennnummer, Stoffgebietenummer und Beutezeichen.
- Abk. dtsch. Ben. (Abkürzung deutsche Benennung), Originalbezeichnung entnommen aus der fünften Zeile der Kennblätter.
- Landesbez. nach HWA (Heereswaffenamt), Originalangaben entnommen aus der ersten Zeile der Kennblätter.
- (Wikipedia-Artikel) Link zum Wikipedia-Artikel in runden Klammern in der zweiten Zeile unter Landesbez. nach HWA.
- Bild, eine Bildauswahl aus Wikipedia für dieses Objekt.
- Bemerkungen, Originalangaben entnommen aus den erweiterten Angaben der Kennblätter.

 Info: Die in der Tabelle angegebenen Originaleinträge sollen nicht geändert werden, weil diese den Angaben aus den Kennblättern entsprechen. Nach neuerem Forschungsstand sind teilweise Errata in den Kennblättern erkannt worden. Diese werden unten im Abschnitt Anmerkungen jeweils zur Kenn-Nummer erläutert. Die Wikilinks in den runden Klammern sollten das Lemma der entsprechenden Artikel in Wikipedia enthalten.

## Tabellarische Übersicht
| dtsch. Kennr. | Abk. dtsch. Ben. | Landesbez.nach HWA (Wikipedia-Artikel) | Bild | Bemerkungen                              |
| ------------- | ---------------- | -------------------------------------- | ---- | ---------------------------------------- |
| 170 27 (f)    | Sch E 170 (f)    | in D 50/7 keine Angabe ( )             |      |                                          |
| 171 27 (f)    | Sch Sp E 171 (f) | in D 50/7 keine Angabe ( )             |      | Wurde anstelle des D F 151 (f) verwendet |